# Henri-Irénée Marrou
Henri-Irénée Marrou (Marsiglia, 12 novembre 1904 – Bourg-la-Reine, 11 aprile 1977) è stato uno storico francese, specialista in storia del cristianesimo antico.

## Biografia

### Formazione
Marrou nacque nel 1904 da genitori originari della Provenza. Diplomatosi brillantemente al liceo Adolphe Thiers di Marsiglia, nel 1925 entrò a l'École normale supérieure di Parigi e nel 1929 ottenne l'abilitazione per l'insegnamento di storia e geografia nelle scuole superiori. Nel 1929 cominciò a collaborare con la rivista Politique e partecipò al movimento studentesco cristiano della "Jeunesse Étudiante Chrétienne".
Nel 1930 su segnalazione del suo maestro Jérôme Carcopino entrò all'École française di Roma, dove rimase fino al 1932 e lavorò alla sua tesi di dottorato su sant'Agostino. Partecipò  a scavi archeologici in Algeria. Dal 1932 al 1937 Marrou studiò presso l'Istituto francese di Napoli e nel 1937 conseguì il dottorato con una tesi su Sant'Agostino e la fine della cultura antica, pubblicata l'anno successivo.
Marrou era un ammiratore di Teilhard de Chardin e di Charles Péguy. Nel 1933 conobbe a Parigi Emmanuel Mounier, fondatore della rivista Esprit con cui Marrou collaborò dal 1934, occupandosi di critica musicale. Marrou firmava gli articoli di carattere musicale, letterario o politico con lo pseudonimo "Henri Davenson".

### Carriera accademica
Nel 1937 Marrou accettò di essere nominato professore di lettere all'Università del Cairo dove rimase per circa un anno. Rientrato in Francia, Marrou fu nominato mâitre de conférences all'Università di Nancy.
L'11 settembre 1939 poco dopo lo scoppio della Seconda guerra mondiale, fu arruolato come ufficiale del servizio di sanità all'ospedale militare di Marsiglia. Congedato nel settembre del 1940, non poté tornare a Nancy situata nella zona occupata dai tedeschi e perciò fu nominato docente all'Università di Montpellier. Durante il suo soggiorno a Montpellier, Marrou aderì alla resistenza contro l'occupazione nazista. Nell'ottobre del 1941 Marrou fu nominato mâitre de conférences alla facoltà di lettere dell'Università di Lione. In quel periodo, affinché i giovani non fossero influenzati dalla propaganda del regime collaborazionista, Marrou accettò di dirigere un gruppo itinerante di studenti cui tenne delle conferenze.
Egli fu attivo anche nell'opera di salvataggio dei membri della comunità ebraica lionese e non pochi fuggirono in Svizzera grazie al suo interessamento.

#### Professore di Storia del cristianesimo antico alla Sorbona
Nel 1945 Marrou venne nominato professore di storia del Cristianesimo antico all'Università della Sorbona di Parigi. Nel prestigioso ateneo parigino insegnerà per quasi trent'anni, durante i quali vedranno la luce tutte le sue opere più importanti.
Egli fu uno dei primi collaboratori della collana Sources chrétiennes dell'editore parigino Du Cerf che pubblicava opere di Padri della Chiesa come La lettera a Diogneto e Il pedagogo di Clemente Alessandrino.
Oltre a opere dedicate al periodo della tarda antichità come Storia dell'educazione nell'antichità del 1948 e a Sant'Agostino come Agostino e l'agostinismo del 1955, Marrou scrisse due testi in cui rifletté sull'attività dello storico e sui rapporti tra storia e teologia: La conoscenza storica del 1954 e Teologia della storia del 1968.
Nel 1965 fu eletto primo presidente dell'Associazione Internazionale di Studi Patristici (AIEP-IAPS).
Il 3 febbraio 1967 Henri-Irénée Marrou fu eletto membro dell'Académie des inscriptions et belles-lettres. Il mese di maggio del 1968 segnò l'inizio di un nuovo periodo della vita dello studioso: l'esasperazione degli studenti per le pessime condizioni dell'insegnamento era da lui compresa, ma non poteva condividere l'esito rivoluzionario di questa protesta.
La riforma dell'università che seguì alle agitazioni portò alla divisione della Sorbona in diversi atenei: Marrou scelse d'insegnare all'Università di Parigi IV, non per ragioni politiche, ma perché non voleva separarsi dai latinisti ed ellenisti che lì avevano le loro cattedre. Quest'epoca di profonde trasformazioni riguardò anche la Chiesa cattolica che usciva dal Concilio Vaticano II, Marrou ed altri intellettuali cristiani cercarono con la rivista Les quatre fleuves uscita nel 1973 di ribadire quella che per loro era la vera meta della speranza cristiana contro le letture rivoluzionarie del cristianesimo molto in voga in quegli anni.
Alle soglie dei settant'anni, nell'autunno del 1973, Marrou fu sollevato dai corsi universitari e venne destinato al Centro di ricerche sul cristianesimo antico dove rimase dal 1º ottobre 1973 al 30 settembre 1975, mentre la sua cattedra venne affidata all'allievo Charles Pietri nell'ottobre del 1976.
Il 9 gennaio 1976 perse la moglie Jeanne Bouchet: Marrou non si riprenderà più da questo lutto.
Il 15 marzo 1977 intervenne per l'ultima volta in pubblico, qualche giorno dopo si ammalò e in seguito a molte sofferenze morì la notte dell'11 aprile 1977.

## Opere
- Fondamenti di una cultura cristiana, Roma, 1948 (ed. orig. 1934);
- Sant'Agostino e la fine della cultura antica, Milano, 1987 (ed. orig. 1938);
- Tristezza dello storico: Possibilità e limiti della storiografia (Brescia: Morcelliana 1999) (ed. orig. 1939);
- Storia dell'educazione nell'antichità, Roma, 1950 (ed. orig. 1948);
- La conoscenza storica, Bologna, 1988 (ed. orig. 1954);
- Agostino e l'agostinismo, Brescia, 1990 (ed. orig. 1955);
- Teologia della storia, Milano, 1979 (ed. orig. 1968);
- Nuova storia della Chiesa, Torino, 1970;
- I trovatori, Milano, 1983 (ed. orig. 1971);
- Decadenza romana o tarda antichità? III-VI sec., Milano 1979.